# Šiauliai
Šiauliai (/ɕɛʊ̯ˈlʲɛɪ̯ˑ/ ; en polonais : Szawle ; en russe : Шавли, Chavli, ou russe : Шавель, Chavel ; en allemand : Schaulen ; littéralement « grand nombre ») est une ville de Lituanie. Quatrième plus importante ville du pays avec ses 100 653 habitants en 2021, elle est la capitale de l'apskritis de Šiauliai.

## Géographie
Šiauliai est située à 121 km au nord-nord-ouest de Kaunas, à 138 km à l'est-nord-est de Klaipėda et à 186 km au nord-ouest de Vilnius

## Dénominations
Selon les époques, la ville s'est appelée autrefois Šiaulē en samogitien, Saule en letton, Schaulen en allemand de l'époque teutonique, Szawle en polonais, Chavli du temps de l'Empire russe, Shavel en yiddish et Saulé en français.

## Histoire
Il est fait mention dans les chroniques de l'ordre Livonien d'une bataille du Soleil ayant eu lieu à Saule (1254) in terram Sauleorum (en allemand Schlacht von Schaulen), ou terram saulam (1348), ou encore in Saulia (1358), sans que le lien exact avec la ville actuelle ne soit prouvé. On considère pourtant que la date de sa fondation est le 22 septembre 1236, jour de la bataille. Ce village est d'abord un lieu de défense contre les invasions, puis après la bataille de Grunwald de 1410, il s'agrandit grâce à une économie essentiellement agricole, dans une région enfin pacifiée. On construit une église de bois en 1445 remplacée par l'église actuelle en 1634. Šiauliai obtient les privilèges du droit de Magdebourg en 1589.
La région est dévastée par la peste bubonique en 1711-1712. Antoine de Tiesenhausen (ou Tyzenhaus en polonais, 1733-1785), trésorier et ami du roi Stanislas Auguste Poniatowski, reconstruit la ville en style classique, selon un plan rectiligne, et elle reprend un certain essor économique.
Son blason lui est donné par Stanislas Auguste Poniatowski le 9 novembre 1791, en même temps que les privilèges de ville. Il comporte un ours, emblème de la Samogitie, le taureau des Poniatowski, ainsi qu'un œil et un triangle, symbolisant la Trinité et la Providence divine.
Au début de la domination de l'Empire russe (1795-1915), la ville (Chavli en russe, Shavel en yiddish) est un centre de district du gouvernement de Wilna, statut qu'elle conserve jusqu'en 1843.
Elle doit alors son expansion à sa situation sur la route de Riga à Tilsit en Prusse-Orientale, c'est-à-dire de Saint-Pétersbourg à Königsberg, et à sa liaison au chemin de fer ouverte en 1871. L'incendie de 1872 détruit les maisons de bois et oblige à reconstruire une grande partie de la ville.
Au recensement de 1897, la ville compte 16 128 habitants. La première communauté selon l'usage de la langue est la communauté juive ashkénaze, s'exprimant en yiddish (6 978 habitants, soit 43,3 % de la population), puis la communauté samogitienne (3 981 habitants, 24,7 %), la communauté polonaise 2 489 habitants, 15,4 %) et la communauté russe (1 542 habitants, 9,6 %), le reste étant constitué de diverses nationalités dont des Germano-Baltes. Au début du XXe siècle, 59 % sont juifs (soit 9 847 habitants), 22,9 % catholiques (3 819 habitants) et 15 % orthodoxes (2 505 habitants), en sus d'une minorité luthérienne.

### XXesiècle
La ville est connue à la fin de l'époque impériale russe pour son importance dans les industries textile, du tabac, de la chocolaterie, mais surtout de la tannerie, du traitement des peaux et du cuir. L'homme d'affaires le plus puissant de l'Empire en ce domaine est le riche industriel juif Chaïm Frenkel, qui possède la plus grosse entreprise de la ville.
Lors de sa prise par l'armée allemande en avril 1915, 65 % de la ville est livrée aux flammes. La ville est reconstruite après 1922, une fois le conflit avec la Pologne gelé.
Pendant l'entre-deux-guerres, à l'époque de la nouvelle république lituanienne, Šiauliai est la deuxième ville du pays en importance, après la capitale Kaunas — l'actuelle capitale lituanienne Vilnius (à l'époque Wilno) étant alors polonaise. Un quart de la ville est peuplé de Juifs ashkénazes en 1939. Un millier de Juifs passent en URSS dans les jours qui précèdent ou qui suivent l'opération Barbarossa. L'armée allemande prend la ville le 26 juin 1941 : plus d'un millier d'habitants juifs sont assassinés au cours des semaines suivantes dans les forêts des environs Ces massacres sont perpétrés par un Einsatzgruppe composé d'Allemands et de nationalistes lituaniens. La ville compte alors deux ghettos, l'un dans les faubourgs à Kaukas (aujourd'hui Kaukazas), l'autre à Trakai. On estime que près de 5 000 personnes y vivent fin 1941. Le ghetto devient un camp de concentration en septembre 1943, et le 5 novembre 1943, un premier convoi envoie 543 enfants et presque autant de vieillards directement à la mort. De près de huit mille habitants, la population juive passe à cinq cents habitants en trois ans et 80 % de la ville est détruite. Juste avant l'arrivée de l'Armée rouge, les derniers survivants du ghetto sont envoyés au camp de concentration du Stutthof.

### Offensive de Šiauliai
Šiauliai est un des objectifs secondaires de la 3e phase de l'opération Bagration destinée à poursuivre la Wehrmacht en retraite vers l'ouest et le nord-ouest après la chute de Minsk.
Les Soviétiques conquièrent la ville en juillet 1944.

## Éducation
- La ville possède une université.

## Économie
Une base aérienne accueille les avions de l'OTAN assurant la police de l'espace aérien des trois Républiques baltes.

## Lieux et monuments

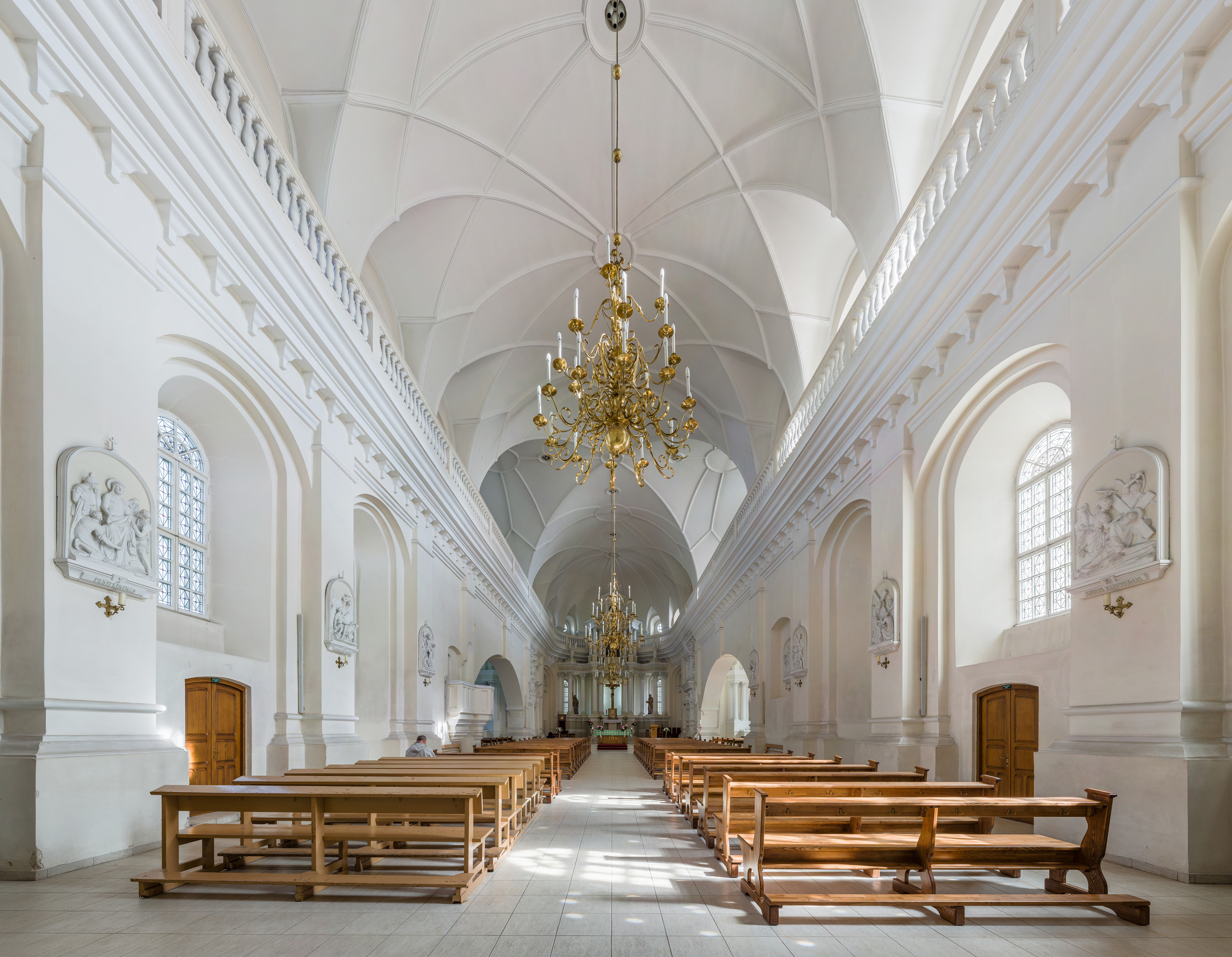
L'intérieur de la cathédrale de Šiauliai.

La Colline des Croix est un lieu de pèlerinage symbolisant la lutte pacifique des Lituaniens pour l'indépendance de leur pays dès le XVIe siècle. Sous le joug soviétique, le site a été rasé au bulldozer à trois reprises mais a continué à se couvrir de croix. On en dénombre aujourd'hui 50 000.

## Personnalités
- Morta (1210-années 1260) reine consort de Lituanie
- Stanislava Jakševičiūtė-Venclauskienė, (1874 -1958) actrice-réalisatrice et Juste parmi les nations.
- Yosef Shalom Eliashiv (1910-2012), rabbin à Jérusalem, dont l'influence en matière de loi juive est mondiale.
- Regimantas Adomaitis (1937-2022), acteur lituanien.
- Edita Užaitė (1981-), actrice et présentatrice lituanienne.
- Gediminas Bagdonas, (1985-) coureur cycliste lituanien.

## Jumelage
La ville de Šiauliai est jumelée avec :
- Baranovitchi (Biélorussie) depuis 2001
- Częstochowa (Pologne) depuis 1995
- Etten-Leur (Pays-Bas) depuis 1992
- Fredericia (Danemark) depuis 1993
- Jelgava (Lettonie) depuis 1990
- Kaliningrad (Russie) depuis 2003
- Khmelnytskyï (Ukraine) depuis 2001
- Kristianstad (Suède) depuis 1990
- Omaha (États-Unis) depuis 1996
- Pärnu (Estonie) depuis 1992